# Steirische Slowenen
Steirische Slowenen (slowenisch Štajerski Slovenci) ist die Bezeichnung für die autochthone slowenischsprachige Volksgruppe im österreichischen Bundesland Steiermark. Im Vergleich zu den Kärntner Slowenen im Nachbarbundesland Kärnten  verfügt die slowenischsprachige Minderheit in der Steiermark über wenig öffentliche Sichtbarkeit. Als kulturelles Zentrum dient ihnen das Pavelhaus (slowenisch Pavlova hiša) in der Stadtgemeinde Bad Radkersburg (slowenisch Radgona).